# Корякин, Юрий Николаевич
Юрий Николаевич Корякин (родился 25 апреля 1946 в Баку) — советский и российский военачальник, генерал-лейтенант, начальник Военного университета РХБЗ (1996—2002), кандидат технических наук, доцент.

## Биография
В рядах вооружённых сил с 1965 года. Окончил Саратовское военно-химическое училище в 1969 году, командный факультет Военной академии химической защиты в 1977 году и Военную академию Генерального штаба ВС СССР в 1986 году.
Проходил службу на командных должностях в Дальневосточном и Московском военных округах, а также в ГСВГ. Начальник химических войск общевойсковой и танковой армий в 1981—1984 годах, начальник химических войск Белорусского военного округа в 1986—1990 годах. Один из участников ликвидации аварии на Чернобыльской АЭС как глава оперативной группы Министерства обороны СССР, соучредитель общественной организации «Коллега».
В 1990—1992 годах — заместитель начальника химических войск Министерства обороны СССР. В 1992—1996 годах — первый заместитель начальника войск РХБЗ Министерства обороны РФ. Начальник Военной академии химической защиты (с 1999 года — Военного университета РХБЗ) в 1996—2002 годах. Автор более 25 научных трудов.
Женат, есть двое детей. Среди увлечений — история, мировая литература, театр.

## Награды
- орден Красной Звезды (1988)[1]
- орден «За личное мужество» (1994)[1]
- медаль «За сотрудничество» (указ Президента Таджикистана, 1998 год)[1]